# Bruno Petzold

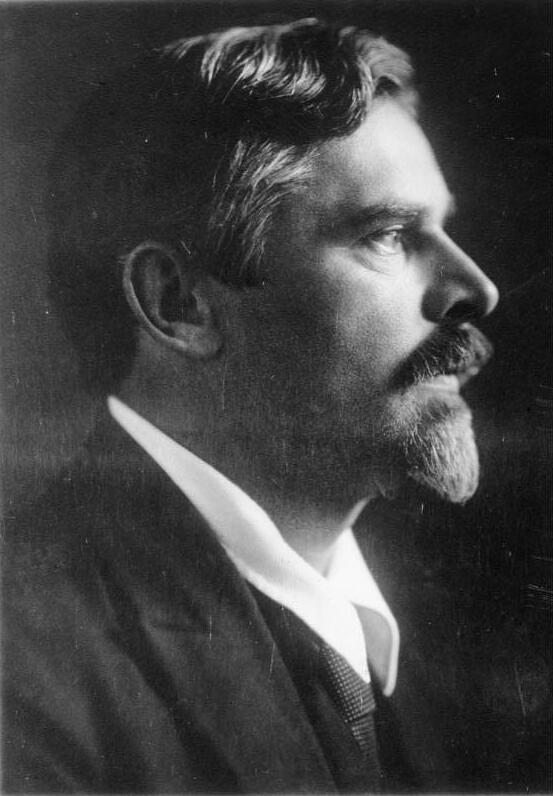
Bruno Petzold 1920, im Jahr seiner Priesterweihe

Bruno Petzold (* 1873; † 1949) war ein deutscher Journalist und Schriftsteller zu buddhistischen Themen.
Petzold ging nach China, wo er als Korrespondent für das deutschsprachige Tagblatt für Nord China arbeitete. 1910 ging er nach Japan, wo er für die Kölnische Zeitung als Auslandsberichterstatter tätig war. Stark vom Buddhismus der Tendai-shū begeistert, konvertierte er zu dieser buddhistischen Richtung und wurde ein Priester.
Seine Ehefrau war die norwegische Musikerin Hanka Petzold (1862–1937), die sich um die Einführung von klassischer westlicher Musik in Japan verdient machte.
Er legte ein umfangreiches Werk über viele Aspekte der buddhistischen Philosophie vor, von dem vieles erst nach seinem Tod veröffentlicht wurde. Sein Nachlass wird in der National Library of Australia aufbewahrt.

## Werke
- Die Quintessenz der T'ien-t'ai-(Tendai-)Lehre. Eine komparative Untersuchung. Wiesbaden: Harrassowitz 1982, ISBN 3-447-02161-6
- Goethe und der Mahayana Buddhismus. Wien: Octopus 1982, ISBN 3-900290-22-9
- The classification of Buddhism: Comprising the classification of Buddhist doctrines in India, China and Japan. Wiesbaden: Harrassowitz 1995, ISBN 3-447-03373-8
- Tendai Buddhism: collection of the writings by Bruno Petzold, Yokohama: International Buddhist Exchange Center, 1979.

## Belege
1. ↑  Die biografischen Angaben folgen Volker Zotz: Auf den glückseligen Inseln. Buddhismus in der deutschen Kultur. Berlin 2000, S. 186–193 (ISBN 3-89620-151-4)
2. ↑  Detlev Schauwecker: Hanka Schjelderup Petzold (1862‒1937) - Eine norwegische Musikerin im Japan der Taisho-Jahre. Kansai University, abgerufen am 21. Januar 2017. (PDF)
3. ↑  „Petzold Collection“ der National Library of Australia

| Personendaten    | Personendaten                           |
| ---------------- | --------------------------------------- |
| NAME             | Petzold, Bruno                          |
| KURZBESCHREIBUNG | deutscher Schriftsteller und Journalist |
| GEBURTSDATUM     | 1873                                    |
| STERBEDATUM      | 1949                                    |